# What Ever Happened to Baby Jane? (película de televisión)
What Ever Happened to Baby Jane? es una película de suspenso estadounidense de 1991 hecha para televisión, dirigida por David Greene y adaptada para la pantalla chica por Brian Taggert. Está basada en la novela de 1960 ¿Qué fue de Baby Jane? de Henry Farrell y la película de 1962 del mismo nombre . Está protagonizada por las hermanas Lynn Redgrave como Baby Jane Hudson y Vanessa Redgrave como Blanche Hudson.
La película fue adaptada a la época contemporánea, y el éxito cinematográfico de Blanche tuvo lugar en la década de 1960 en lugar de en la de 1930.

## Sinopsis
Una mansión de Los Ángeles se convierte en una cámara de tortura para una joven inválida abusada por su sádica hermana.

## Reparto
- Lynn Redgrave como Baby Jane Hudson
- Vanessa Redgrave como Blanche Hudson
- Bruce A. Young como Dominick
- Amy Steel como Connie Trotter
- John Scott Clough como Frank Trotter
- John Glover como Billy Korn
- Vinny Argiro como Abe
- Pat Skipper como el director
- Barry Dennen as Stage Manager
- Samantha Jordan como Baby Jane Hudson de niña
- J. Michael Flynn como Ray Hudson
- Erinn Canavan como Blanche Hudson de niña
- Beans Morocco como la Drag Queen
- Roy Fegan como el oficial de policía

## Crítica
La película obtuvo mayormente críticas positivas. En una reseña retrospectiva, TV Guide le otorgó dos estrellas a la película y dijo que "le va admirablemente bien en comparación con el original, muy recordado". La interpretación de Lynn Redgrave recibió elogios.